# Rumélia

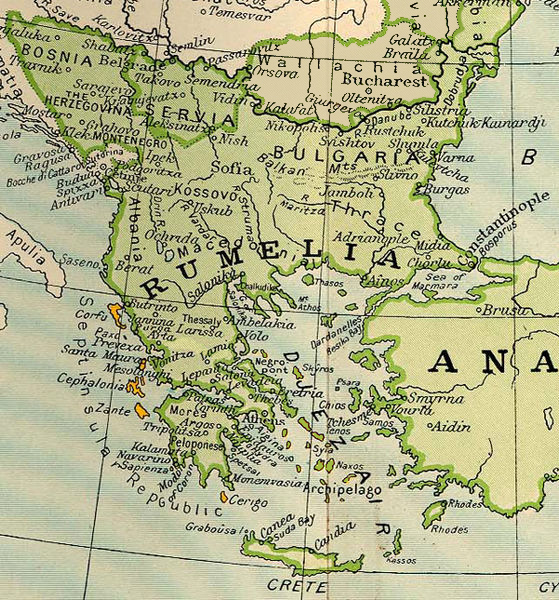
Rumélia em 1801

Rumélia (em turco: Rumeli; em albanês: Rumelia; em grego: Poύμελη/Ρούμελη; romaniz.: Romylía/Roúmeli; em macedônio/macedónio: Румелија; romaniz.: Rumelija; em búlgaro: Румелия; romaniz.: Rumeliya) foi um termo histórico que designava a área atualmente referida como Bálcãs ou península Balcânica quando foi administrada pelo Império Otomano.